# Misogi
Misogi er en gammel shintoistisk åndedrætsmetode, som primært havde til formål at få eleven til at overvinde sin dødsangst og styrke sin viljekraft.
Metoden havde dog visse uheldige bivirkninger, som gjorde sindet stift og kroppen spændt. I Ki no kenkyukai ændrede Koichi Tohei det med Sokushin No Gyo metoden, som er baseret på Misogi metoden. Den er forbeholdt dem, der allerede er blevet kendt med ideen om Enhed mellem krop og sind. Det er ikke en øvelse, der udføres hver dag, men måske én gang om måneden.
Sokushin No Gyo
Som i Misogi indtager udøveren stillingen Seiza, på en lige linje med ansigtet i samme retning. Osa (koordinator) og Kagura (hjælper) leder processen.
Åndedrætsprocessen forstærkes gennem anvendelse af kotodama (åndelige ord). Grundlægggeren af Aikido, Morihei Ueshiba, gjorde i vid udstrækning brug af kotedama AEIOU. I Sokushin No Gyo er det ordene: to, ho, ka, mi, e, mi, ta, me som bruges. De reciteres ud fra forskellige rytmer, med forskellige intervaller og lydstyrke, som stiller store krav til udøverens åndedrætskapacitet og koncentrationsevne.
Osa og Kagura bruger en klokke for at holde rytmen. Klokken føres på samme måde, som når man skærer shomen uchi med et sværd. Når kroppen og åndedraget er naturligt afslappet, vil der udvikle sig en kraftig livskraft (Ki) i krop og sind.
Kotedama som anvendes har følgende mening: Sværdet (to ho), et element i stand til at skære (at dele). Spejlet (ka mi) med evnen til klart at afspejle alt som det modtager, når vi er i en tilstand af mental ro. Upåvirkelighed (e mi), som udgår fra meditations metoden som symboliseres ved juvelen (ta me), på grund af dens facetter og evnen til at rulle frit, evnen til mentalt at tilpasse sig de mest forskellige omstændigheder.
Koordinator og hjælpere bruger en eller tre klokker for at holde rytmen. Ordene reciteres rytmisk og med forskellige intervaller og styrke. En gruppe på 7 til 10 deltagere er at foretrække.
Når krop og åndedrag er naturlig afslappet, fyldes krop og sind af livskraft (Ki).
Øvelsen forudsætter et dybt åndedrag og stræk mental fokusering. Deltagernes stemmer skaber med klokkernes klang en harmonisk og kraftfuld situation.
Kilde: "Unification of mind and body and Ki Aikido" (according to the teaching af master Koichi Toheis af Giuseppe Ruglioni